# Lifestyle (chanson de Jason Derulo)
Pour les articles homonymes, voir Lifestyle.
Singles par Jason Derulo
Love Not War (The Tampa Beat)
(2020)
Singles par Adam Levine
Baby Girl
(2019)
Clip vidéo
[vidéo] « Lifestyle », sur YouTube
Lifestyle est une chanson du chanteur américain Jason Derulo, mettant en vedette le chanteur américain Adam Levine. Elle est sortie comme single le 21 janvier 2021 sous le label Atlantic Records.

## Contexte
Jason Derulo a annoncé le single via ses comptes de réseaux sociaux le 17 janvier 2021, et il a été mis à disposition en pré-commande. Dans lesdits messages de médias sociaux, Derulo a fait référence à cette piste comme étant le début d'une « nouvelle ère ». Cela pourrait suggérer la sortie prochaine du cinquième album studio de Derulo et le premier depuis son album de 2015 Everything Is 4.

## Paroles et composition
La prémisse de la chanson voit Jason Derulo et Adam Levine tenter de poursuivre une femme aux goûts de grande classe. Dans la piste, Derulo fait des références au succès de Rihanna Diamonds et à la chanson de Future Fuck Up Some Commas. En termes de notation musicale, la chanson est composée dans la tonalité de si bémol mineur, avec un tempo de 123 battements par minute avec une durée de 2 minutes et 33 secondes.

## Clip vidéo
Un clip accompagnant la sortie de Lifestyle est sorti le même jour que le single, le 21 janvier 2021.

## Liste de titres
| 1. | Lifestyle | 2:33 |

## Crédits
Crédits adaptés depuis Tidal.
- Jason Derulo (Desrouleaux) – voix, écriture
- Adam Levine – voix, écriture, artiste en vedette
- Amy Allen (en) – écriture
- Casey Smith – écriture
- Jacob Kasher – écriture
- Kevin White – écriture
- Robin Weisse – écriture
- Michael Woods – écriture
- Natalie Salomon – écriture
- Pablo Bowman – écriture
- Rice n' Peas – production
- John Hanes – ingénieur du son
- Randy Merrill – mastérisation
- Serban Ghenea – mixage

## Classements hebdomadaires
| Classements (2021)                  | Meilleure position |
| ----------------------------------- | ------------------ |
| Canada (Hot 100)                    | 74                 |
| Canada (Hot AC)                     | 47                 |
| États-Unis (Bubbling Under Hot 100) | 13                 |
| États-Unis (Adult Pop Songs)        | 26                 |
| États-Unis (Pop Airplay)            | 31                 |
| Irlande (IRMA)                      | 92                 |
| Lituanie (AGATA)                    | 96                 |
| Mexique (Inglés Airplay)            | 16                 |
| Nouvelle-Zélande (RMNZ Heatseekers) | 4                  |
| Pays-Bas (Nederlandse Top 40)       | 31                 |
| Pays-Bas (Single Top 100)           | 101                |
| Royaume-Uni (UK Singles Chart)      | 84                 |
| Suède (Sverigetopplistan)           | 74                 |
| Suisse (Schweizer Hitparade)        | 69                 |

## Historique de sortie
| Region     | Date            | Format                                 | Label                | Ref.   |
| ---------- | --------------- | -------------------------------------- | -------------------- | ------ |
| Divers     | 21 janvier 2021 | - Téléchargement - streaming           | Atlantic             | [ 20 ] |
| Italie     | 22 janvier 2021 | Diffusion radio (succès contemporains) | Artist Partner Group | [ 21 ] |
| États-Unis | 25 janvier 2021 | Diffusion radio (adult contemporary)   | Atlantic             | [ 22 ] |
| États-Unis | 26 janvier 2021 | Diffusion radio (succès contemporains) | Atlantic             | [ 23 ] |